# Burro di yak
Il burro di yak è il burro ottenuto dal latte di yak e che rappresenta uno degli alimenti di base della popolazione nel sud dell'Asia centrale e dell'altopiano tibetano.
Tradizionalmente, il metodo di ottenimento più diffuso è sbattere il burro in una zangola.
Il burro crudo contiene tra 12 e 15 per cento di acqua, 1 per cento di proteine e il resto di grasso.
In Tibet e Nepal, esso è tipicamente consumato rancido nel tè.